# Кенотаф (Лондон)
Кенота́ф — военный мемориал на улице Уайтхолл в Лондоне. Изначально это было временное сооружение, возведенное для парада мира в ознаменование окончания Первой мировой войны. После завершения празднеств, в 1920 году, временное сооружение было заменено постоянным и стало официальным национальным военным мемориалом Соединенного Королевства.
Постоянный мемориал, построенный из портлендского камня по проекту Эдвина Лаченса компанией Holland, Hannen & Cubitts, заменил временный кенотаф из дерева и гипса. Ежегодная служба памяти проводится в этом месте в Воскресенье памяти, ближайшее воскресенье к 11 ноября (Дню перемирия). Дизайн Кенотафа Лаченса был воспроизведен повсюду в Великобритании и в других местах исторического британского влияния — Австралии, Канаде, Новой Зеландии, Бермудских островах и Гонконге.

## История создания
Первая мировая война (1914—1918) завершилась с невиданными ранее потерями. На её полях сражений было убито более 1,1 миллиона подданных Британской империи. После войны по всей Британии и доминионам, а также на полях сражений, были построены тысячи военных мемориалов. В число самых известных создателей военных мемориалов эпохи вошел Эдвин Лаченс, которого «Историческая Англия» называет «выдающимся архитектором своего времени». На рубеже веков Лаченс занимался проектированием загородных домов для состоятельных клиентов и стал известен как дизайнер большей части Нью-Дели, новой столицы Британской Индии. Война оказала огромное влияние на Лаченса, который занялся работой над многочисленными памятниками её жертвам. К тому времени, когда ему было поручено создать Кенотаф, он уже работал в качестве советника Имперской комиссии по военным захоронениям (IWGC).
Первым военным мемориалом Лаченса был Мемориал полков Рэнда в Йоханнесбурге (Южная Африка), посвященный жертвам Второй англо-бурской войны (1899—1902). Первый из памятников погибшим в Первой мировой войне, созданный Лаченсом, это Кенотаф в Саутгемптоне. Лаченс впервые столкнулся с таким видом надгробного памятника, как кенотаф, в 1890-х годах, работая над проектом Munstead Wood, дома для ландшафтного дизайнера Гертруды Джекилл. Садовое сиденье в виде прямоугольного блока из вяза, установленного на камне, Чарльз Лидделл — друг Лаченса и Джекилл и библиотекарь Британского музея — окрестил «Кенотафом Сигизмунды».
С 1915 года британское правительство приняло решение не привозить тела погибших британцев для захоронения на родину. Работая над Мемориалом Саутгемптона в начале 1919 года, Лаченс вспомнил об обычае древних греков, придававшим большое значение захоронению, в том числе погибших в войнах, ставить памятный знак тем, чьи тела так и не были найдены. Он предложил выполнить памятник в виде кенотафа, когда его первоначальный проект был отклонён из-за соображений экономии. Лаченс вспомнил этот термин, когда работал над мемориалом Саутгемптона в начале 1919 года, когда он предложил кенотаф после того, как его первый проект был отклонен по соображениям экономии. Однако он порвал с древнегреческими традициями, поскольку в его проектах кенотафов Лондона и Саутгемптона не было явной ссылки на битву. Конечный результат (обнародованный за неделю до постоянной версии кенотафа Уайтхолла) лишен тонкости монумента Уайтхолла, но содержит несколько элементов дизайна, общих для последующих мемориалов Лютьенса, включая Уайтхолл.
В 1917 году Лютьенс отправился во Францию в качестве советника молодой IWGC и был потрясен масштабами разрушений. Этот опыт повлиял на его более поздние проекты военных мемориалов и привел его к выводу, что требуется другая форма архитектуры, чтобы должным образом увековечить память погибших. Он чувствовал, что ни реализм, ни экспрессионизм не могут адекватно передать атмосферу конца войны.
Критика «Бритиш Легион джорнел»: «Кенотаф воплощает собой благородную армию мёртвых в целом, в то время как могила Неизвестного солдата принадлежит только одному, вполне реальному и мистически неизвестному сыну народа, что делает его сыном и братом всем нам. Кенотаф, можно сказать, есть символ нашей памяти как нации, могила Неизвестного солдата — символ личной памяти каждого из нас».